# Емелин, Сергей Александрович
Сергей Александрович Емелин (род. 16 июня 1995, Рузаевка, Республика Мордовия) — российский борец классического стиля, бронзовый призёр Олимпийских игр в Токио, чемпион мира 2018 года, двукратный чемпион Европы, чемпион и призёр чемпионатов России среди юниоров, бронзовый призер чемпионата мира среди юниоров 2014 года. Чемпион мира среди юниоров 2015 года. Член Олимпийской команды в Токио-2020.

## Биография
Когда Емелину было 10 лет, в школу, где он учился, пришел Николай Викторович Слесарев, набиравший ребят в секцию по греко-римской борьбе. В 15 лет он выиграл первые всероссийские соревнования. В мае 2018 года в Каспийске в весовой категории до 60 кг стал чемпионом Европы. На чемпионате мира 2018 года в Будапеште, в весовой категории до 60 кг, в финале одержал досрочную победу над молдавским спортсменом Виктором Чобану. В Бухаресте в апреле 2019 года на чемпионате Европы в категории до 60 кг уступил в финале Чобану.
На предолимпийском чемпионате планеты в Казахстане в 2019 году в весовой категории до 60 кг завоевал серебряную медаль и получил олимпийскую лицензию для национального Олимпийского комитета.
На чемпионате Европы по борьбе 2021 года, который проходил в Варшаве, в весовой категории до 60 кг, завоевал золотую медаль, победив в финале Керема Кемаля.
2 августа 2021 года на Олимпийских играх 2020 года в Токио, одолев в схватке за 3 место Виктора Чобану, завоевал бронзовую медаль.
Имеет воинское звание лейтенант (2021).

## Спортивные результаты
- Чемпионат России по греко-римской борьбе 2025 — ;
- Чемпионат России по греко-римской борьбе 2024 — ;
- Чемпионат России по греко-римской борьбе 2022 года — ;
- Олимпийские игры 2020 — ;
- Чемпионат России по греко-римской борьбе 2021 — ;
- Турнир Дана Колова и Николы Петрова 2019 — ;
- Мемориал Любомира Ивановича-Геджи 2018 — ;
- Мемориал Кристиана Палусалу 2018 — ;
- Гран-при Ивана Поддубного 2018 — ;
- Первенство мира по борьбе среди молодёжи 2017 — ;
- Кубок Владислава Пытлясинского 2017 — ;
- Гран-при Ивана Поддубного 2017 — ;
- Мемориал Олега Караваева 2016 — ;
- Межконтинентальный кубок АЛРОСА 2016 — ;
- Кубок мира по борьбе 2016 — ;
- Первенство Европы по борьбе среди молодёжи 2016 — ;
- Мемориал Олега Караваева 2015 — ;
- Первенство мира по борьбе среди юниоров 2014 — ;
- Турнир Германа Каре 2014 — .

## Награды
- Медаль ордена «За заслуги перед Отечеством» II степени (11 августа 2021 года) — за большой вклад в развитие отечественного спорта, высокие спортивные достижения, волю к победе, стойкость и целеустремленность, проявленные на Играх XXXII Олимпиады 2020 года в городе Токио (Япония)[4].